# Валлуар-сюр-Сісс
Валлуар-сюр-Сісс (фр. Valloire-sur-Cisse) — муніципалітет у Франції, у регіоні Центр — Долина Луари, департамент Луар і Шер. Валлуар-сюр-Сісс утворено 1 січня 2017 року шляхом злиття муніципалітетів Шузі-сюр-Сісс, Куланж i Сеяк. Адміністративним центром муніципалітету є Шузі-сюр-Сісс. Населення — 2418 осіб (01.01.2021).